# Armelle Deutsch

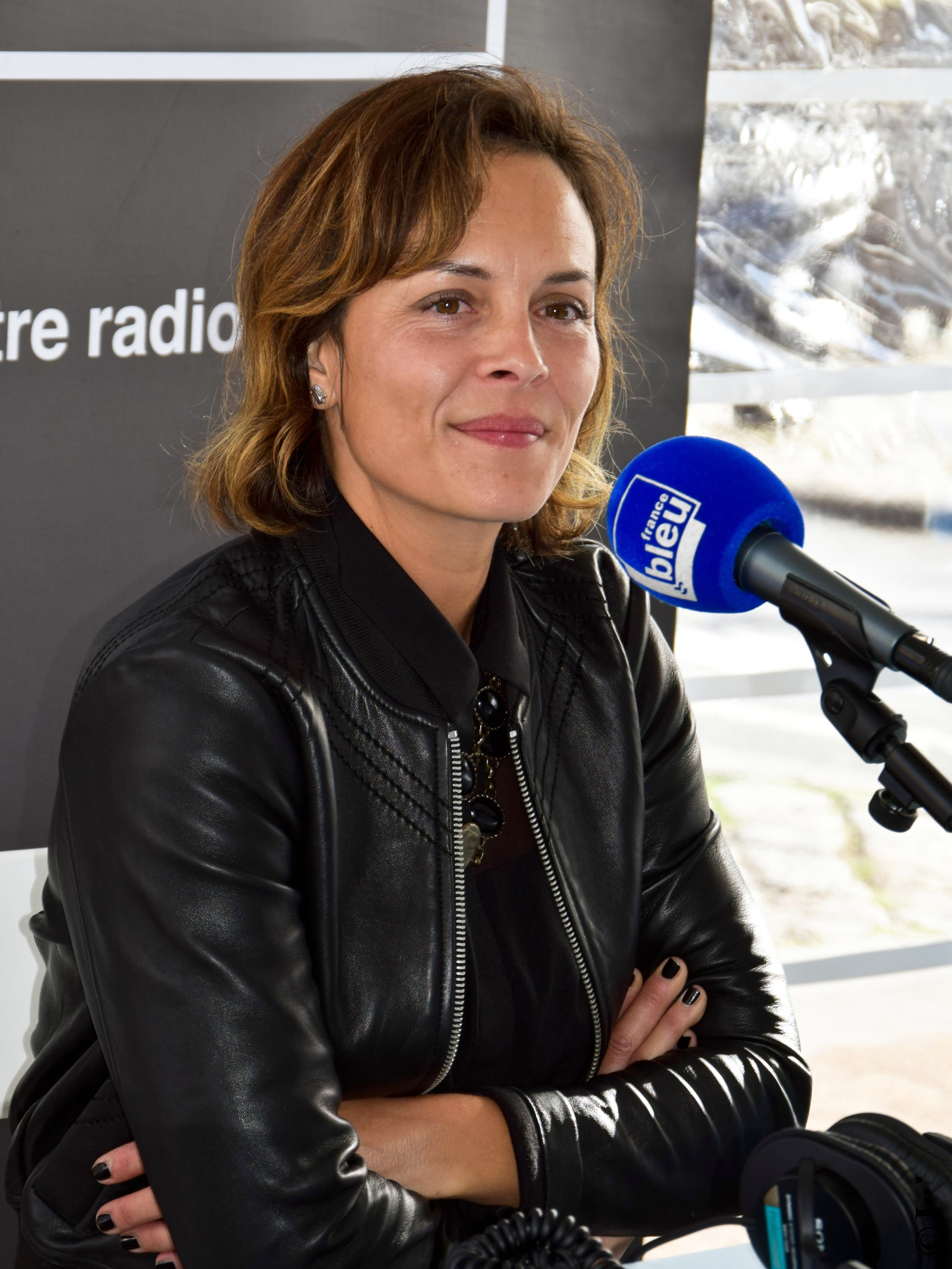
Armelle Deutsch (2016)

Armelle Deutsch (* 22. Februar 1979 in Martigues, Bouches-du-Rhône) ist eine französische Schauspielerin.

## Leben und Karriere
Armelle Deutsch wurde 1979 im 30 km westlich von Marseille gelegenen Martigues geboren. Aufgewachsen ist sie in der an der Meeresbucht Étang de Berre gelegenen Gemeinde Rognac. Im Alter von 18 Jahren begann sie ihre Ausbildung an der privaten Schauspielschule Cours Florent in Paris. Ihr Debüt in einem Kinofilm gab Deutsch 2001 in der von Regisseur Francis Veber inszenierten Filmkomödie Ein Mann sieht rosa in einer Nebenrolle. Ihre erste tragende Rolle spielte sie 2004 in der Komödie Nos amis les flics. In der zwischen 2004 und 2007 gedrehten Fernsehserie Élodie Bradford spielte sie die Titelrolle. Armelle Deutsch wurde im deutschsprachigen Raum vor allem durch die Rolle der Margot in der 2012 in ARD und ORF ausgestrahlten internationalen Koproduktion Henri 4 bekannt.
Armelle Deutsch ist seit Juni 2010 mit dem Schweizer Schauspieler Thomas Jouannet verheiratet.

## Filmografie (Auswahl)

### Filme
- 2001: Ein Mann sieht rosa (Le Placard)
- 2001: Sexy Boys
- 2003: Ruby & Quentin – Der Killer und die Klette (Tais-Toi!)
- 2004: Nos amis les flics
- 2005: Vive la vie
- 2006: Gaspard der Bandit (Gaspard le bandit)
- 2008: Fracassés
- 2009: Seconde vie
- 2010: Henri 4 (Henri IV)
- 2010: Grüne Hölle (Vivace)
- 2010: Glück auf Umwegen (La chance de ma vie)
- 2010: Chateaubriand
- 2010: Préliminaires
- 2011: Vivace
- 2011: La Grève des femmes
- 2011: R.I.F. (Recherches dans l'Intérêt des Familles)
- 2012: Sea, No Sex and Sun
- 2012: Quand les poules auront des dents...
- 2012: La Nuit du réveillon
- 2012: Cent pages blanches
- 2013: Un idee en l'air
- 2013: Le café des veuves
- 2013: Sacré Charlemagne
- 2013: Chambre noire
- 2013: J'adore ma vie
- 2013: Ma vie au grand air de
- 2014: Couvre-feu
- 2016: Harcelée
- 2017: Entre deux mères
- 2017: Péril blanc
- 2018: Jacqueline Sauvage : C'était lui ou moi
- 2019: Connexion intime

### Fernsehserien
- 2000: Mit den Waffen eines Vaters (Vérité oblige, Episodenrolle)
- 2001: Le grand patron (Episodenrolle)
- 2002: Kommissar Navarro (Navarro, Episodenrolle)
- 2003: Maigret (Episodenrolle)
- 2004–2007: Élodie Bradford (5 Folgen)
- 2007: Ondes de choc (6 Folgen)
- 2009: Un Village Français – Überleben unter deutscher Besatzung (Un village francais, 5 Folgen)
- 2009: Pigalle, la nuit (8 Folgen)
- 2010: Histoires de vies (Episodenrolle)
- 2014: Falco (Staffel 2, Episode 6)
- 2015: Le Mystère du lac
- 2015: Le Secret d’Élise (Mini-Serie)
- 2016: Nina (Staffel 2, Episode 7)
- 2016: Profiling Paris (Profilage, 1 Folge)
- 2017: Le Tueur du lac (Mini-Serie)
- 2018: Mongeville
- 2018: Candice Renoir (Staffel 6, Episode 6)
- 2019: Crimes parfaits
- 2020: Sam
- 2020: Kommissar Caïn (Caïn, 1 Folge)
- 2024: L'art du crime (S7 E2 Claire Jodelle.)

## Auszeichnungen
- 2007: Festival du film de télévision de Luchon: Beste weibliche Darstellerin für ihre Rolle in einer Episode von Élodie Bradford